# Saint-Bômer-les-Forges
Saint-Bômer-les-Forges è un comune francese di 1 070 abitanti situato nel dipartimento dell'Orne nella regione della Normandia.

## Società

### Evoluzione demografica
Abitanti censiti